# Atelognathus ceii
Atelognathus ceii là một loài ếch thuộc họ Leptodactylidae.
Loài này có ở Chile và có thể cả Argentina.
Môi trường sống tự nhiên của chúng là rừng ôn đới và đầm nước ngọt có nước theo mùa.